# Hexamerão

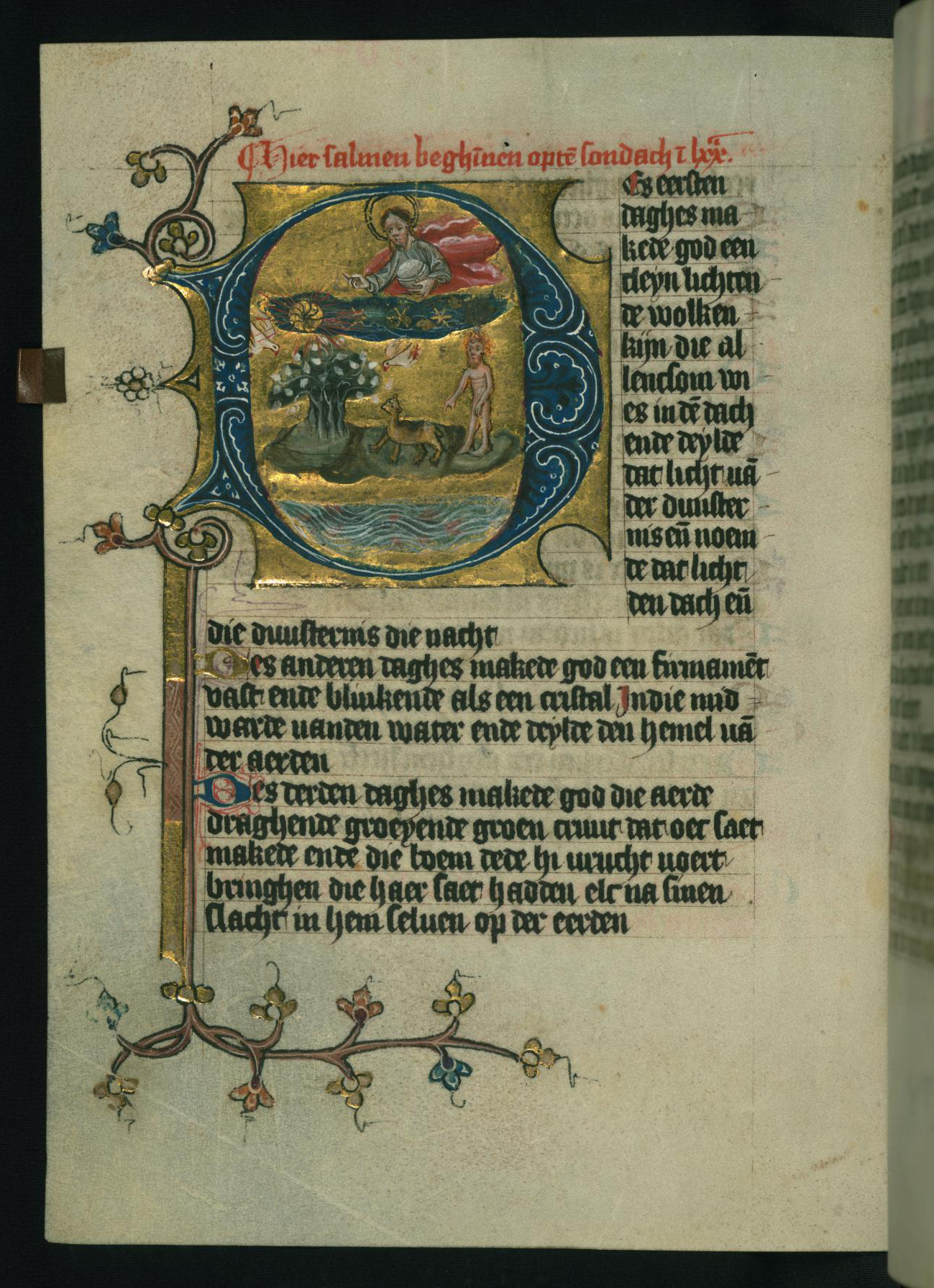
Iluminura dos "seis dias da criação" num manuscrito do início do século XV.

O termo Hexamerão (em grego: Ἡ Ἑξαήμερος Δημιουργία; romaniz.: Hē Hexaēmeros Dēmiourgia; em latim: Hexaemeron) é uma referência tanto ao gênero literário teológico que descreve a obra de Deus nos chamados "seis dias da criação" ou aos próprios seis dias. São geralmente obras com comentários sobre o primeiro capítulo do livro do Gênesis. Foi um gênero bastante popular no cristianismo primitivo e na Idade Média. 
O termo "hexamerão" deriva das raízes gregas hexa- ("seis") e hemer- ("dia").

## Seis dias da criação
Usando o Gênesis como base, os dias da criação são os seguintes:
1. Luz;
2. Firmamento do Céu;
3. Separação da água e da terra; criação das plantas;
4. Sol, Lua e as estrelas;
5. Vida marinha e pássaros;
6. Animais terrestres; homem e a mulher;

O sétimo dia foi reservado para o repouso (sabá) e, portanto, não é contado.
Baseado neste padrão, autores judeus e cristãos escreveram tratados sobre uma enorme diversidade de assuntos, incluindo cosmologia, ciência, teologia, antropologia teológica e a natureza de Deus.
Basílio, o Grande, compôs algumas das mais antigas e influentes homilias sobre o tema por volta de 370 e elas foram reunidas numa obra chamada "Hexamerão". Originalmente sermões individuais, foram depois agrupados numa obra muito popular entre os primeiros líderes do cristianismo primitivo.
Entre os padres latinos, Ambrósio e Agostinho escreveram as mais antigas obras hexamerais ainda existentes. O "Hexamerão" de Ambrósio foi fortemente influenciado pelo de Basílio. Já Agostinho escreveu diversas obras que servem de comentários sobre a narrativa do Gênesis, incluindo "Confissões" e "O Sentido Literal do Gênesis" (c. 391). Um dos mais influentes argumentos de suas obras é que Deus criou o mundo de uma vez só e esta criação instantânea incluía uma progressão de eventos. Assim, a criação teria ocorrido ao longo de seis dias, mas num evento único.
Entre outros, escreveram obras hexamerais Tomás de Aquino, Boaventura e Roberto Grosseteste. Entre os exemplos estão:
- Ambrósio, "Hexamerão", em latim e um dos mais importantes no ocidente[3];
- Agostinho, "De Genesi ad litteram" (401-415)[4], influenciada por Platão e pela biologia grega[5];
- Beda, "In Genesim";
- Anastácio Sinaíta, "Hexamerão";
- Henrique de Langenstein (1385), "Lecturae super Genesim"[6];